# Aliulus rugosus
Aliulus rugosus är en mångfotingart som först beskrevs av Charles Harvey Bollman 1887.  Aliulus rugosus ingår i släktet Aliulus och familjen Parajulidae. Inga underarter finns listade i Catalogue of Life.